# Чемпионат Сирии по футболу
Сири́йская премьер-ли́га  — национальное футбольное первенство, проводимое под эгидой Футбольной ассоциации Сирии.

## Чемпионы
| - 1966/67: Аль-Иттихад - 1967/68: Аль-Иттихад - 1968/69: Барада - 1969/70: Барада (2) - 1970/71: не проводился - 1971/72: не проводился - 1972/73: Аль-Джаиш - 1973/74: не проводился - 1974/75: Аль-Карама - 1975/76: Аль-Джаиш - 1976/77: Аль-Иттихад - 1977/78: не проводился - 1978/79: Аль-Джаиш - 1979/80: Аль-Шурта - 1980/81: не проводился | - 1981/82: Тишрин - 1982/83: Аль-Карама - 1983/84: Аль-Карама - 1984/85: Аль-Джаиш - 1985/86: Аль-Джаиш - 1986/87: Джебла - 1987/88: Джебла - 1988/89: Джебла - 1989/90: Аль-Фотува - 1990/91: Аль-Фотува (2) - 1991/92: Аль-Хуррия - 1992/93: Аль-Иттихад - 1993/94: Аль-Хуррия (2) - 1994/95: Аль-Иттихад - 1995/96: Аль-Карама | - 1996/97: Тишрин - 1997/98: Аль-Джаиш - 1998/99: Аль-Джаиш - 1999/00: Джебла (4) - 2000/01: Аль-Джаиш - 2001/02: Аль-Джаиш - 2002/03: Аль-Джаиш - 2003/04: Аль-Вахда - 2004/05: Аль-Иттихад (6) - 2005/06: Аль-Карама - 2006/07: Аль-Карама - 2007/08: Аль-Карама - 2008/09: Аль-Карама (8) - 2009/10: Аль-Джаиш - 2010/11: Аль-Шурта | - 2011/12: Аль-Шурта (3) - 2013: Аль-Джаиш - 2014: Аль-Вахда (2) - 2014/15: Аль-Джаиш - 2015/16: Аль-Джаиш - 2016/17: Аль-Джаиш - 2017/18: Аль-Джаиш - 2018/19: Аль-Джаиш (17) - 2019/20: Тишрин - 2020/21: Тишрин (4) - 2021/22: |